# Gottlieb Heinrich Legler
Gottlieb Heinrich Legler (* 6. Februar 1823 in Antwerpen oder Amsterdam; † 4. März 1897 in Glarus, ref., von Diesbach, heute Gem. Luchsingen) war ein Schweizer Festungsbauer, Wasserbauingenieur und Fachbuchautor.

## Leben und Wirken
Seine Eltern waren Thomas Legler und Katharina geborene Kundert. Im Jahre 1851 heiratete er Ursina Menga geborene Laurer († 1897).
G. H. Legler gehörte u. a. als Linthiningenieur mit Andreas Lanz (1740–1803), Jean Samuel Guisan (1740–1801), Hans Conrad Escher, Salomon Hegner, Heinrich Pestalozzi (Ingenieur) (1790–1857), Alois Negrelli, Richard La Nicca und Adolf von Salis zu den Bundesexperten. G. H. Legler publizierte unter verschiedenen Namen, zum Teil mit zahlreichen Fachleuten, auch aus anderen technischen Bereichen. Einige Veröffentlichungen wurden in andere Sprachen übersetzt.

## Schriften (Auswahl)
- Die Verbauung der Rüfirunse bei Mollis. 1856.
- Denkschrift über die Ablussverhältnisse des Bodensees von Constanz bis Stein. Vogel, Glarus 1862.
- Die Abflussverhältnisse des Zürichsee's und beantragte weitere Abflussverbesserungen, sowie Aenderungen der Regulirmethode zur Erzielung möglichst niedriger Seestände während des Sommerhalbjahres. Bericht an die Tit. eidgen. Linthkommission. Glarus 1868.
- Summarischer Bericht über das Linthunternehmen 1862-1886. Schmid, Glarus 1886.
- Bericht an das Tit. Baudepartement des Kantons Thurgau über die Abflussverhältnisse des Bodensee`s und Rheins von Stein bis Schaffhausen mit Projecten zur Senkung der höchsten Wasserstände. Buchdruckerei Glarner Nachrichten, Glarus 1891.